# Turno di notte (romanzo)
Turno di notte (The Night Watch) è un romanzo di Sarah Waters del 2006. Il romanzo è stato tra i finalisti del Booker Prize e dell'Orange Prize.
Il romanzo, narrato all'indietro in terza persona, si svolge a Londra durante e dopo la seconda guerra mondiale. Al centro della storia vi sono tre donne lesbiche, una donna eterosessuale e un uomo omosessuale, e i segreti e gli scandali che li connettono nonostante le loro diverse esperienze.

## Edizioni
- Sarah Waters, Turno di notte, TEA, 2009,  p. 416, ISBN 978-88-502-1858-5.